# Soroca
Soroca (russisch und ukrainisch Сороки Soroki, „Elster“) ist eine Stadt im Nordosten der Republik Moldau am rechten Ufer des Dnister an der Grenze zur Ukraine. Die mit etwa 37.600 Einwohnern (Berechnung 2015) achtgrößte Stadt des Landes ist die Hauptstadt des gleichnamigen Rajons. Von der strategischen Bedeutung zur Grenzsicherung Bessarabiens im 15. und 16. Jahrhundert zeugt eine am Flussufer erhaltene Festung. Ein Stadtviertel wird durch imposante Villen der Roma-Minderheit geprägt, was im Volksmund zum Beinamen „Zigeunerhauptstadt Moldaus“ führte.

## Lage

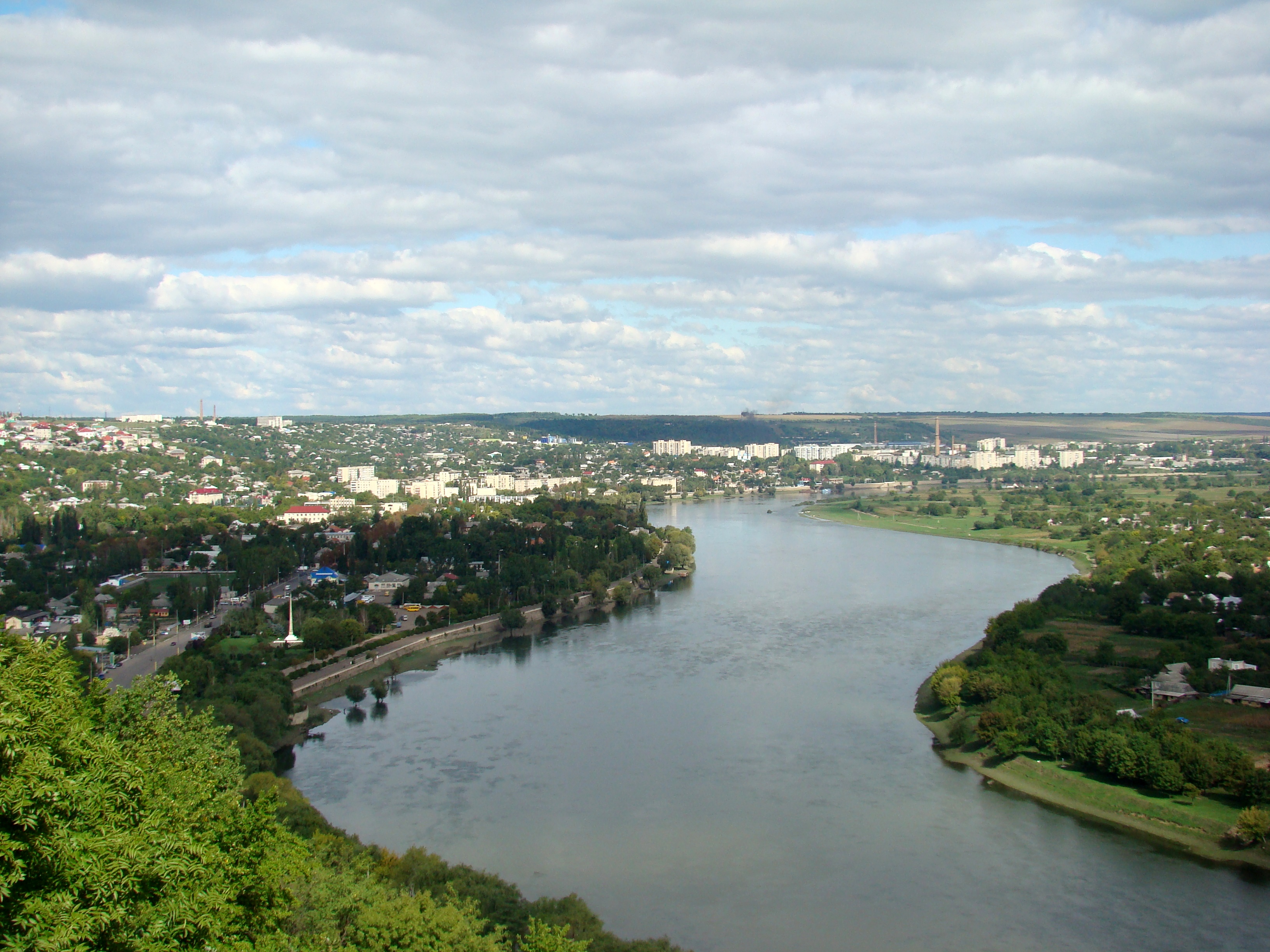
Soroca am Nistru vom Denkmal Luminarea recunostintei im Süden

Soroca liegt 160 Kilometer nördlich der Landeshauptstadt Chișinău auf einer Höhe von 45 Metern am rechten (westlichen) Ufer des Nistru, der hier in mehreren Flussschlingen durch die flachwellige Ebene mäandert. Das gegenüberliegende östliche Ufer gehört zur Ukraine und ist nahezu flach. Dagegen verläuft parallel zum Westufer ein niedriger Höhenzug, der südlich der Stadt bis fast ans Flussufer reicht und nur noch Platz für die nach Süden führende Ausfallstraße lässt. Wo die umgebenden Ebenen nicht mit Weizen, Mais und Sonnenblumen bepflanzt sind, herrscht eine Steppengrasvegetation auf Braunerdeböden vor. Die natürliche Bewaldung der Hügel besteht aus Eichen, Buchen und Eschen, eine Rarität ist eine Aufforstung mit Kiefern auf der Hügelkuppe am südlichen Stadtrand.

## Verkehrsanbindung

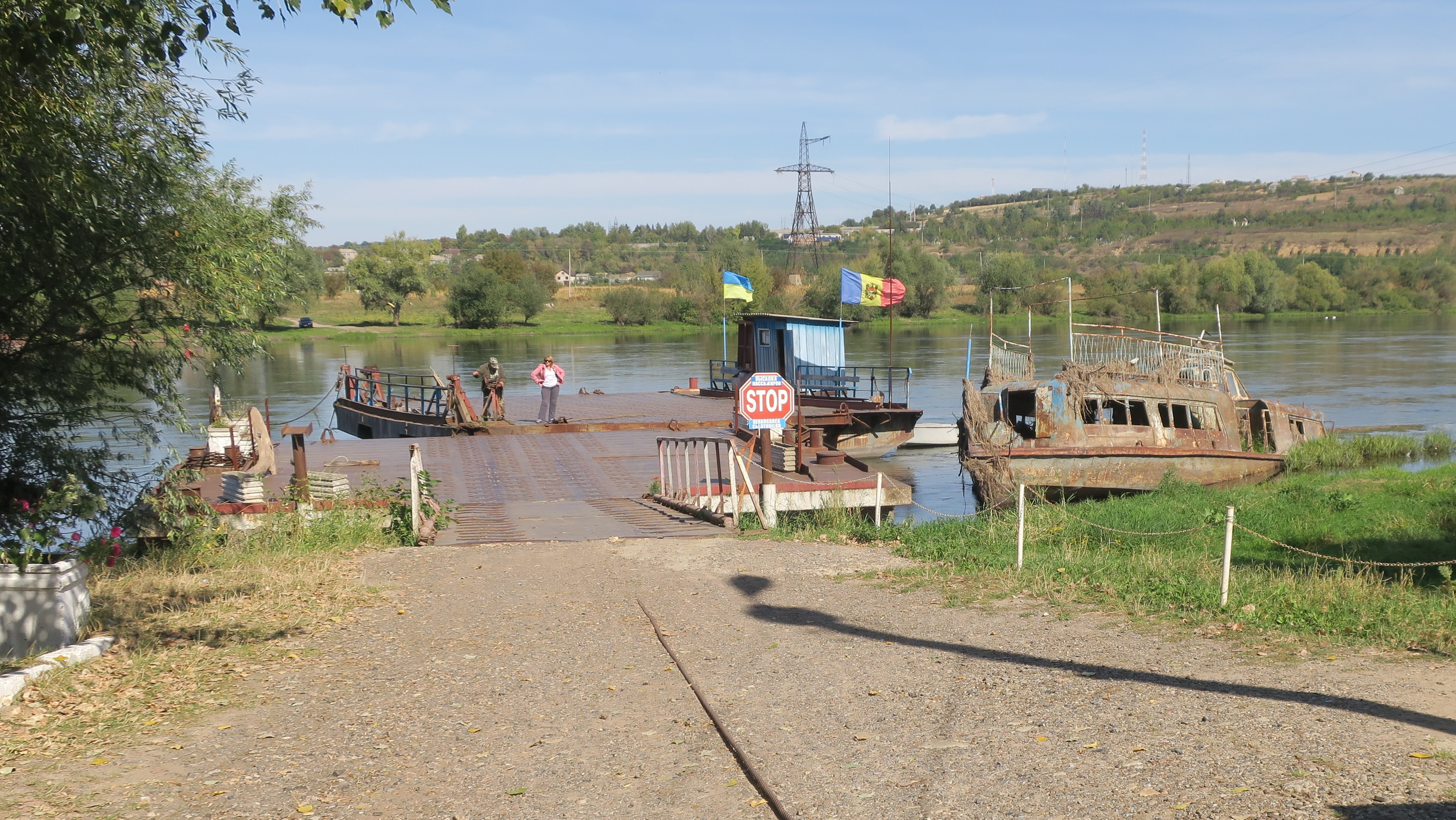
Autofähre bei Soroca mit Grenzübergang in die Ukraine

Mit Chișinău ist Soroca über die gut ausgebaute Schnellstraße M2 verbunden, die von der Landeshauptstadt an Orhei und Florești vorbeiführt. Zehn Kilometer nördlich von Soroca erreicht die M2 im Dorf Cosăuți einen offiziellen Grenzübergang zur Ukraine. Dort führt eine Autofähre über den Fluss zur ukrainischen Grenzstadt Jampil. Die Entfernung auf der Straße (R9) am Nistru entlang zur nordöstlichsten Grenzstadt Otaci beträgt 56 Kilometer, nach Südwesten über Florești zur größten Stadt Nordmoldaus, Bălți, sind es etwas über 80 Kilometer. Von der R9 zweigt nach zwölf Kilometern die R7 nach Südwesten ab und erreicht über Zgurița und Drochia Rîșcani, das an der Hauptstrecke (E583) zwischen Bălți und Edineț im Norden liegt.

## Geschichte
Die Gegend um Soroca war seit dem Ende der Altsteinzeit besiedelt, wie Funde aus einer von 1981 bis 1991 ausgegrabenen Siedlung nahe Cosăuți belegen. Freigelegte Reste im Dorf Sobari (Gemeinde Cremenciug) im Distrikt Soroca werden als „Kirche ohne Apsis“ gedeutet, was auf die Existenz einiger Siedler in frühchristlicher Zeit hinweist.
Im 12. und 13. Jahrhundert gab es in Soroca eine Furt über den Fluss, die Händler aus Genua kontrollierten. Sie nannten ihre Festung Olchionia (Olihonia oder Alciona). Im Fürstentum Moldau (um 1350–1538) war die Festung von großer strategischer Bedeutung zur Sicherung der Ostgrenze gegen die Tataren. Unter dem moldauischen Fürsten Ștefan cel Mare (reg. 1457–1504) war die Festung ein quadratischer hölzerner Bau am Flussufer. Beim Dorf Lipnic im nördlich gelegenen Rajon Ocnița besiegte 1469 oder 1470 das moldauische Heer Ștefan cel Mares die unter dem Kommando von Akhmat Khan angreifenden Wolga-Ural-Tataren der Goldenen Horde. Beide Seiten verzeichneten hohe Verluste. Der Name Soroca wird 1499 in Dokumenten erstmals erwähnt.
Die heute erhaltene Festung (Cetatea Sorocii) wurde auf Anordnung des Fürsten Petru Rareș, dem Sohn Ștefan cel Mares, von Baumeistern aus Siebenbürgen zwischen 1543 und 1546 errichtet. Neben Soroca sicherten drei weitere Festungen die Ostgrenze Bessarabiens am Dnister: Bender (1538 zur heutigen Form erweitert), Chotyn (seit dem 13. Jahrhundert Steinmauern) und Bilhorod-Dnistrowskyj (Festung Akkerman an der Mündung des Dnister ins Schwarze Meer). Nach der Mitte des 16. Jahrhunderts schwand allmählich die strategische Bedeutung von Soroca. Dennoch spielte im 17. Jahrhundert die Festung bei den Auseinandersetzungen zwischen der Habsburgermonarchie und dem Osmanischen Reich eine Rolle. Beim Pruthfeldzug 1711 hielten die moldauischen Soldaten der Belagerung durch die osmanischen Truppen stand, bis die anrückenden russischen Truppen unter Peter dem Großen die Belagerung aufhoben. Beim Russisch-Österreichischen Türkenkrieg in den 1730er Jahren geriet die Festung mehrfach unter Beschuss und wurde beschädigt. Über die Angriffe gegen die Festung berichtet der Woiwode und Historiker Dimitrie Cantemir (1673–1723) in seiner Geschichte des Osmanischen Reiches von 1745.
Die erste jüdische Ansiedlung in Soroca wird für das Jahr 1657 erwähnt. Eine jüdische Gemeinde bestand ab dem 18. Jahrhundert. Bessarabien kam 1812 vom osmanischen in den russischen Machtbereich. Bis 1897 war die jüdische Bevölkerung auf 8.763 gewachsen, was über die Hälfte der Einwohner Sorocas ausmachte. Viele waren in der Landwirtschaft beschäftigt und bauten Weintrauben sowie Tabak an. 1918 wurde Bessarabien rumänisch. Bis zum Zweiten Weltkrieg gab es mehrere jüdische Schulen, ein Krankenhaus und ein Altersheim. Von 15.019 Einwohnern im Jahr 1930 waren 5.452 Juden (36,3 Prozent). Im Juni 1940 zog sich die rumänische Regierung Bessarabiens vor der Roten Armee zurück. Bis zum Kriegseintritt Rumäniens am 22. Juni 1941 auf Seiten der Achsenmächte gehörte Bessarabien zur Moldauischen Sozialistischen Sowjetrepublik (MSSR). Die sowjetische Armee räumte in den folgenden Tagen das Feld. Die zurückgebliebenen Juden der Stadt kamen unter den deutsch-rumänischen Besatzern zum großen Teil ums Leben, sie wurden wie im übrigen Bessarabien auf der Stelle ermordet oder nach Transnistrien deportiert. Ende des Jahres 1941 lebten praktisch keine Juden mehr in Bessarabien. Im August 1944 kamen die sowjetischen Truppen nach Bessarabien zurück und setzten die MSSR wieder ein.
In der sowjetischen Zeit hieß die Stadt Soroki. 1993, zwei Jahre nach der Unabhängigkeit Moldaus von der Sowjetunion und dem damit verbundenen wirtschaftlichen Zusammenbruch wurde die Einwohnerzahl der Stadt noch auf über 41.400 geschätzt. Bis 2005 war diese Zahl auf geschätzte 28.400 gesunken und 2015 hatte sie sich nach einer Berechnung auf 37.600 Einwohner erholt.

## Stadtbild

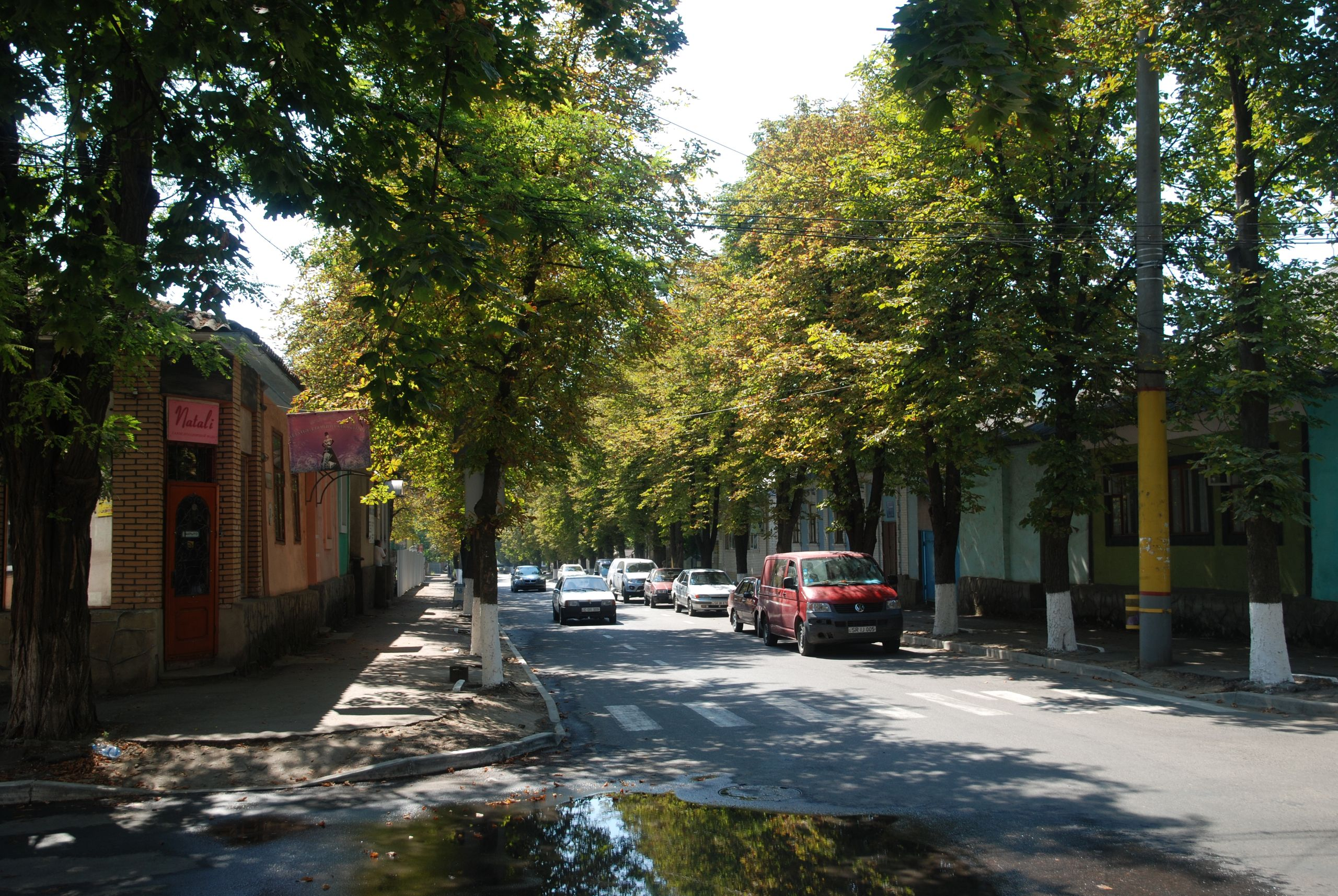
Hauptstraße im Zentrum: Strada Independenței nach Süden

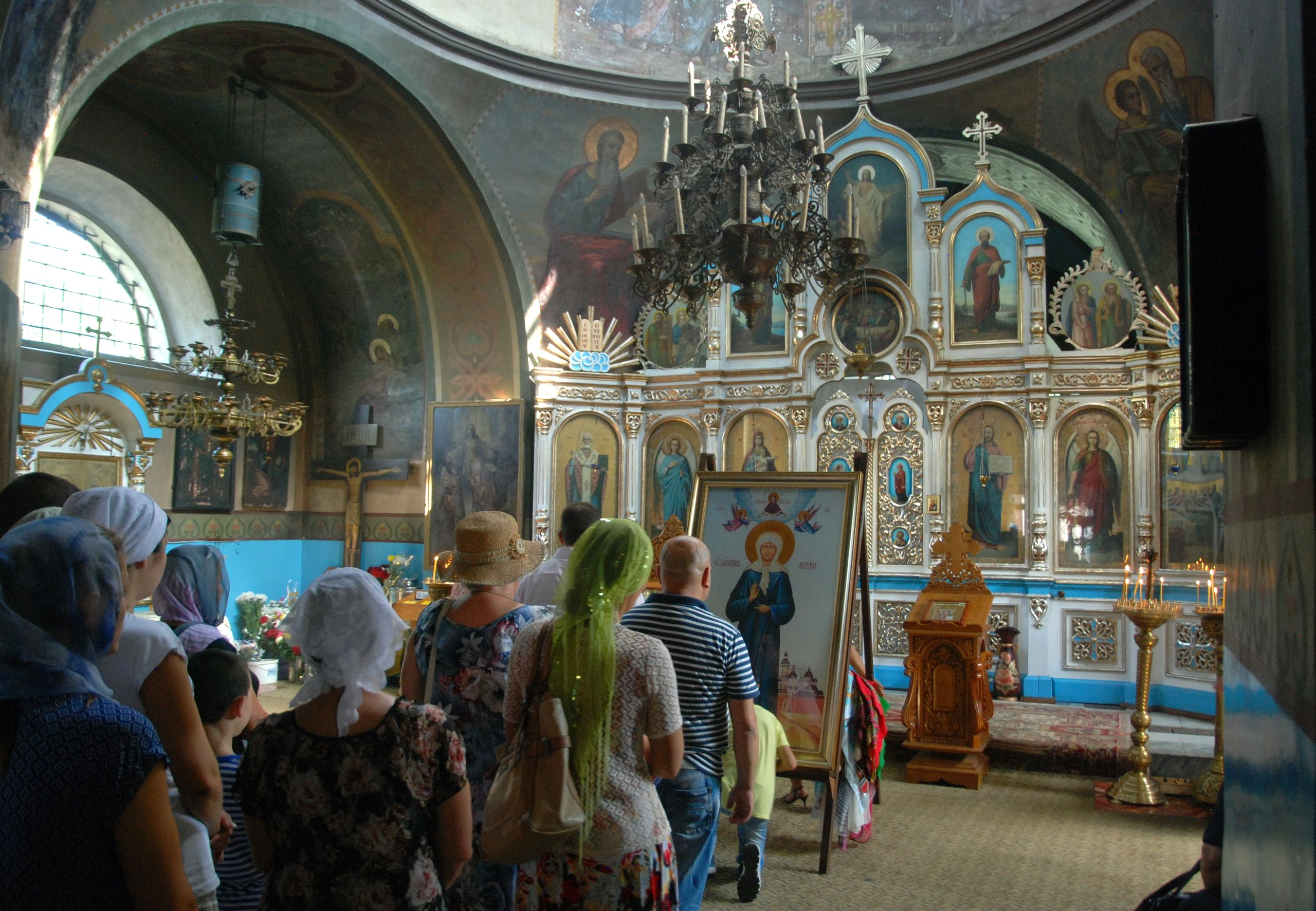
Himmelfahrtskathedrale. Gläubige verehren das Marienbildnis und kriechen abschließend unter dem Holzgestell hindurch.

Soroca ist einer von 65 Orten, die den Status einer Stadt besitzen und die achtgrößte Stadt in Moldau. Die Stadt gliedert sich in mehrere unterschiedlich bebaute Wohnviertel am Flussufer und auf der Höhe des sich westlich anschließenden Hügels. Das Geschäftsviertel wird von der nord-südlich verlaufenden Hauptachse (Strada Independenței), einer parallelen Uferstraße und einer weiteren Parallelstraße landeinwärts gebildet, die zusammen mit Querstraßen ein Schachbrettmuster bilden. Entlang der schattenspendenden Alleen reihen sich überwiegend eingeschossige, aneinander gebaute Wohnhäuser und dazwischen Villen aus dem Anfang des 20. Jahrhunderts. Hinzu kommen einige moderne Banken, die Post und andere Verwaltungsgebäude. Das Zentrum bildet der Stadtpark (Parcul Central), der im Westen vom Rathaus, einem Block aus der sozialistischen Zeit, begrenzt wird und vor dem ein steinernes Standbild Ștefan cel Mares steht. Der nur vormittags aktive Markt für in der Region angebautes Obst und Gemüse sowie Kleidung und Schuhe befindet sich am Südende dieses Viertels in der Nähe des Busbahnhofs. Es gibt mehrere weiterführende Bildungseinrichtungen, ein ethnographisches Museum (Strada Independenței, 68) und zwei Hotels, unweit des Stadtparks und am Busbahnhof. Etwas nördlich des Stadtparks steht die Festung am Flussufer inmitten eines weiteren Parks.
Die am meisten verehrte Kirchen in der Stadtmitte ist die Himmelfahrtskathedrale (Catedrala Adormirea Maicii Domnului, Mariä Aufnahme in den Himmel), die 1840 bis 1842 nach einer Planung des Architekten Antuan Vaisman von 1832 im neoklassizistischen Stil fertiggestellt wurde. Gestiftet wurde sie vom moldauischen Adligen Costache Cerchez. Das Kirchenschiff wird von einer Kuppel über einem außen achteckigen und innen kreisrunden Tambour überragt. Ein dreigeschossiger quadratischer Glockenturm wurde 1878 vor dem Eingang angebaut, um einen Vorraum zu schaffen.

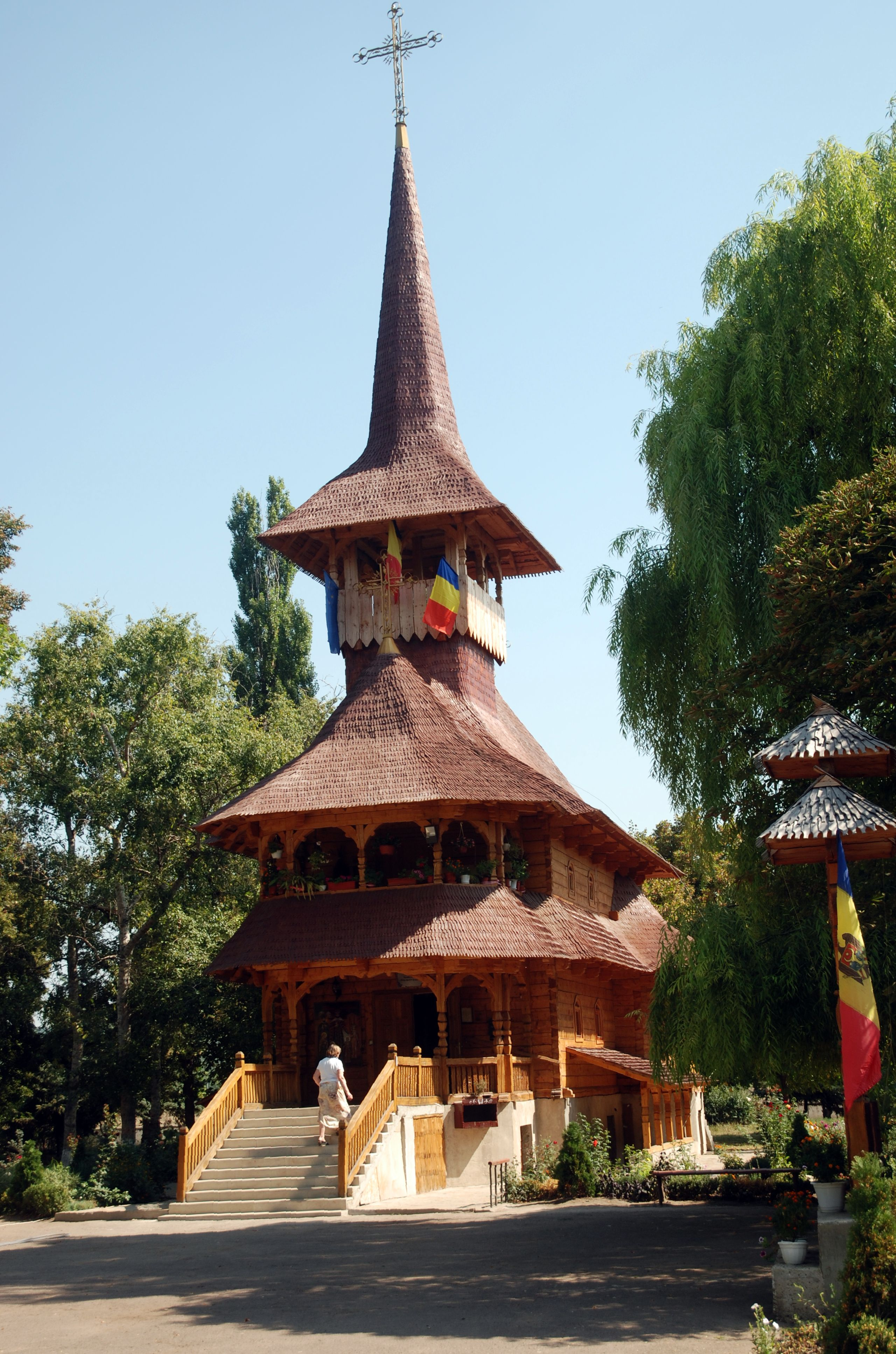
Holzkirche Sf. Martiri Brâncoveni

Die Demetriuskirche (Biserica Sfântul Dumitru) steht etwas weiter nordöstlich näher am Flussufer. Sie wurde zwischen 1814 und 1827 im neobarocken Stil erbaut und ist die älteste Kirche der Stadt. Weiter südlich wurde um 2012 die Holzkirche Biserica Sfinții Martiri Brâncoveni auf einer baumbestandenen Grünfläche am Ufer eingeweiht. Das zweigeschossig auf einem hohen Mauersockel errichtete Gotteshaus erinnert mit seinem überstehenden steilen Schindeldach an die Holzkirchen in der Maramureș aus dem 17./18. Jahrhundert. 

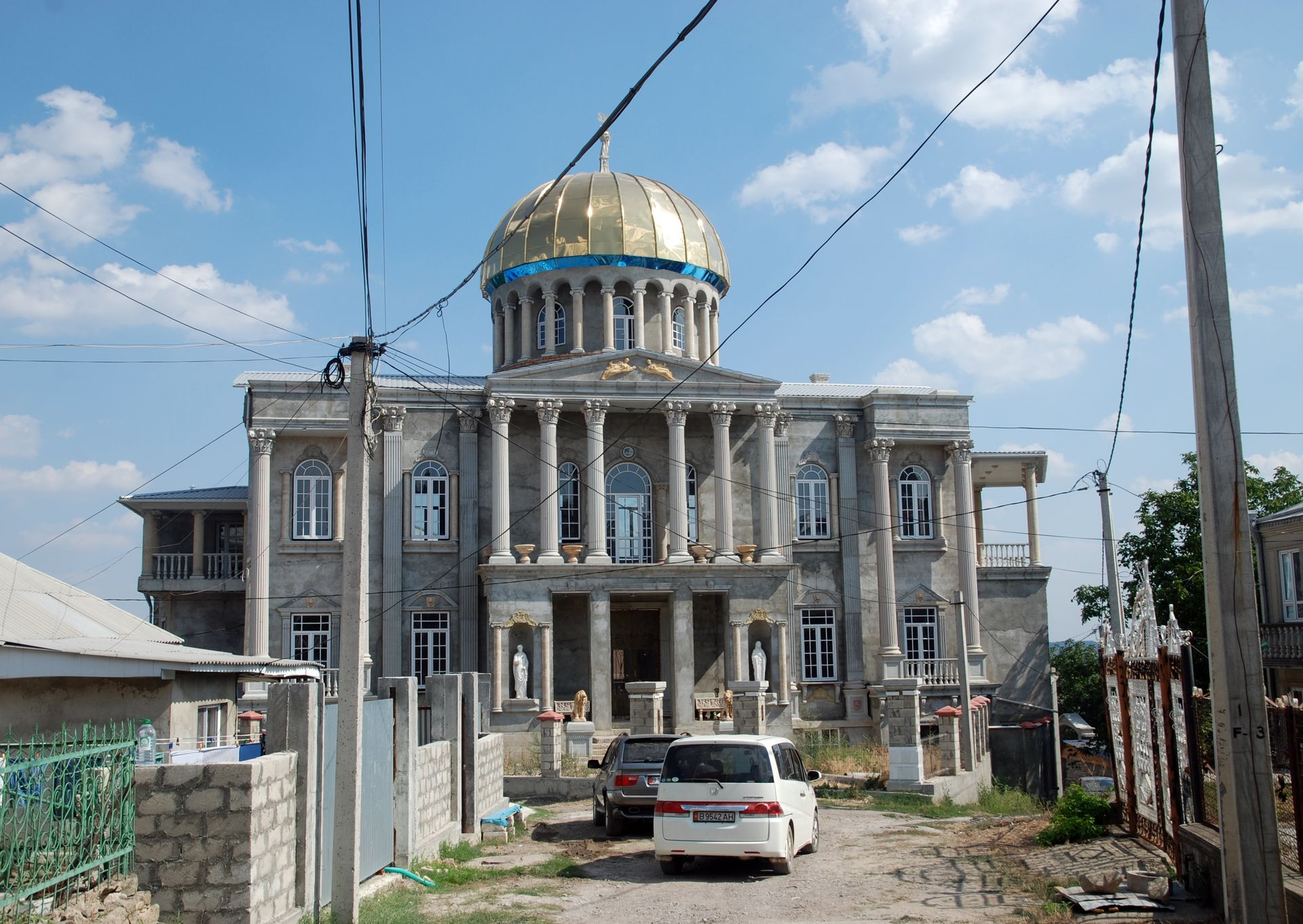
„Zigeunervilla“, dem Kapitol nachempfunden

Von einer gewissen überregionalen Bekanntheit ist das „Zigeunerhügel“ (Dealul Țiganilor) genannte Wohnviertel auf dem Hügel, das vom Zentrum auf der nach Westen führenden Ausfallstraße erreichbar ist. Es verdankt seinen Namen und die Zuschreibung Sorocas als „Zigeunerhauptstadt Moldaus“ einer Anzahl luxuriöser mehrgeschossiger Villen, die auch als „Zigeunerpaläste“ bezeichnet werden und von wohlhabenden sesshaften Țigani (Zigeunern) errichtet wurden. Die in einem Stilmix von Ornamenten überladenen, prunkvoll gestalteten Gebäude sind großteils noch unfertig.
Die letzten offiziellen Zahlen über die Roma der sowjetischen Zeit stammen aus der Volkszählung 1989. Von den 0,3 Prozent der Landesbevölkerung, die damals als Zigeuner gelistet wurden (11.517 Personen), lebten 1.700 in Soroca. Damit folgte Soroca nach Chișinău und Otaci (1.933 Personen) auf dem dritten Platz. Im unabhängigen Moldau betrug die Zahl der Roma bei der Volkszählung 2004 in der Stadt 1.525. Die Zahl derer, die sich als Zigeuner bezeichnen, dürfte landesweit und in Soroca höher sein. Woher der überdurchschnittliche Wohlstand stammt ist weitgehend spekulativ. Als „Zigeunerbaron“, also als wirtschaftlich erfolgreichster Zigeuner Moldaus gilt Artur Cerari, der in diesem Viertel von Soroca lebt. Noch bekannter als er war sein verstorbener Vater Mircea Cerari (1939–1998), Millionär und seit 1972 selbsterklärter „König der Zigeuner“ von Moldau, der auf dem hiesigen Friedhof begraben liegt. Er pflegte Kontakte zur Führung der sowjetischen Kommunistischen Partei.
Das Villenviertel der Zigeuner geht nach Westen, hinter dem großen Gefängnis, in das Wohngebiet Planul Nou mit einfachen Wohnblocks über. Am Flussufer folgt vom Zentrum aus in nördlicher Richtung nach einem Streifen mit dünner dörflicher Bebauung und einigen Industriebetrieben die kompakte Siedlung Soroca Noua mit großen Wohnblocks aus der sozialistischen Zeit und einem Gemüsemarkt. Die Industriebetriebe produzieren unter anderem Kleidung, Schuhe (Covali) und Konserven (Alfa-Nistru, 300 Beschäftigte). Der größte Textilbetrieb ist die Ermo Grup mit 700 Beschäftigten, gefolgt von der Sotex Grup mit 256 Beschäftigten (Stand um 2012).
Im zentralen Stadtgebiet befördert ein Boot Personen über den Fluss, nördlich der Festung verkehrt eine Autofähre. Beide dienen lediglich dem kleinen Grenzverkehr der örtlichen Bevölkerung. Unter den Bäumen am nördlichen Flussufer werden kleine Buchten von den Einwohnern als Badeplätze genutzt.
Nach der Volkszählung von 2004 leben 64 Juden in Soroca. Eine 1804 errichtete Synagoge, die heute der jüdischen Gemeinde gehört, befindet sich am Nordende der dritten Parallelstraße westlich der Festung. Eine andere, Anfang des 20. Jahrhunderts errichtete Synagoge wird gegenwärtig als Feuerwehrhaus genutzt. Der außerhalb gelegene jüdische Friedhof von Soroca enthält rund 20.000 Grabsteine. Er ist von einer teilweise zerfallenen Mauer umgeben und wird von der jüdischen Gemeinde gepflegt.
Eine Sehenswürdigkeit im Süden der Stadt, zwei Kilometer vom Busbahnhof entfernt entlang der Uferstraße, ist die „Kerze der Dankbarkeit“ (Lumânarea Recunoștinței). Das knapp 30 Meter hohe turmartige Denkmal wurde am Südende des Hügels errichtet und ist zu Fuß von der Straße über eine Treppe mit 600 Stufen zu erreichen. Alternativ führt ein Fahrweg von Norden entlang des Hügelrückens bis zu einem Parkplatz oberhalb. Das 2004 fertiggestellte Denkmal soll all jenen Personen gedenken, die sich um die Kultur Moldaus verdient gemacht haben, besonders dem namentlich nicht bekannten Verfasser des Nationalgedichts Miorița. Schöpfer des Denkmals ist der Schriftsteller Ion Druță (1928–2023) aus Soroca, der 1987 zum Ehrenpräsidenten der moldauischen Schriftstellerunion gewählt wurde und die Stadt seiner Jugendzeit in mehreren Werken erwähnt. Im Innern befindet sich unten eine Kapelle, das Bauwerk ist nicht zu besteigen. Der Vorplatz bietet jedoch eine gute Aussicht über den Nistru.

## Festung

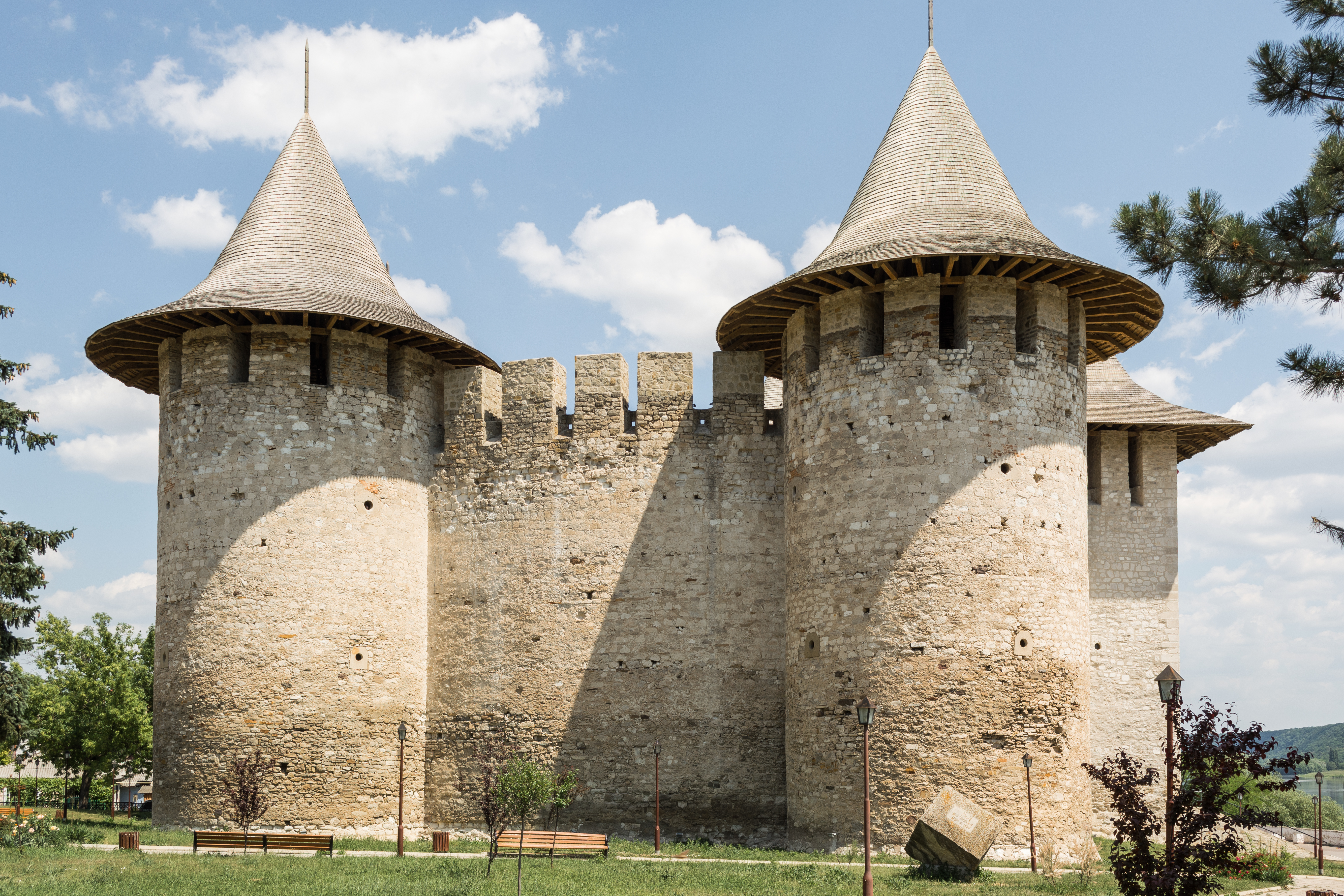
Festung mit Zugang von der Flussseite

Der Grundriss der Festung ist kreisrund mit vier vorgelagerten, ebenfalls runden Ecktürmen und einem rechteckigen Eingangsturm an der Flussseite, die in gleichen Abständen zueinander angeordnet sind. Der äußere Durchmesser beträgt 37 Meter. Die erhaltenen, lediglich im oberen Bereich restaurierten Umfassungsmauern sind 3,5 Meter stark und an der Außenseite bis zu 25 Meter hoch. Im Innern ist die Höhe etwas geringer, weil der Boden des Innenhofs wegen Überschwemmungsgefahr und zur Stabilisierung um rund zwei Meter aufgefüllt wurde. Die Ecktürme sind dreigeschossig. Bis zu 200 Soldaten verteidigten die Festung. Sie konnten sich aus einem Ziehbrunnen im Hof mit Wasser versorgen. Die Zinnen sind mit einem umlaufenden hölzernen Wehrgang verbunden. Die kegelförmigen, überragenden Dächer über den Türmen entsprechen nicht der ursprünglichen Dachdeckung. Die Festung ist auf der Rückseite des aktuellen 20-Lei-Scheins abgebildet.
Eine alte Legende über einen weißen Storch und die Festung Soroca besagt, dass während einer langen Belagerung die hungrigen Verteidiger ihr Überleben einem weißen Storch zu verdanken hatten, der ihnen Trauben brachte.

## Söhne und Töchter der Stadt
- Ferdinand Buchwieser (1874–1964), deutscher katholischer Theologe
- Samuel Bronfman (1891–1971), kanadischer Unternehmer
- Arkady Gendler (1921–2017), ukrainischer jüdischer Sänger
- Robert Steinberg (1922–2014), US-amerikanischer Mathematiker
- Sofía Ímber (1924–2017), venezolanische Journalistin, Philanthropin und Kunstförderin rumänischer Abstammung
- Kira Muratowa (1934–2018), sowjetisch-ukrainische Regisseurin
- Leonida Neamțu (1934–1992), rumänischer Schriftsteller
- Elena Bodnarenco (1965–2022), moldauische Politikerin
- Marina Shafir (* 1988), Wrestlerin